# 篠崎五六
篠崎 五六（しのざき ごろく、1922年5月12日 - 2003年4月）は、編集者、ノンフィクション作家。
1922年、東京に生まれる。麦書房で編集者として働く。1960年には、写真集『三池 - 200日の闘いの記録』の編集を担当。教育科学研究会国語部会の機関誌『教育国語』を担当。
1960年代の半ばから小繋事件の舞台となった岩手県二戸郡一戸町字小繋の農民たちを取材する。2009年の山形国際ドキュメンタリー映画祭の招待作品、『こつなぎ 山を巡る百年物語』にはその際の取材記録が活かされている。
ロングセラーの『漢字がたのしくなる本』（太郎次郎社）の共著者。
2003年4月、死去。同年5月17日、偲ぶ会が開催された。

## 主な編著書
- 『山の学校』（新評論社、1955年）
- 『進学ーその嵐をどうきりぬけるか』（麦書房、1963年）
- 『人生についての親展』（理論社、1964年）
- 『小繋事件の農民たち』（勁草書房、1966年）
- 『文学作品の読みの授業』（麦書房、1976年）
- 『葬式kids』（太郎次郎社、1994年）